# Matyas Szabo
Matyas Szabo (Brașov, 19 agosto 1991) è uno schermidore rumeno naturalizzato tedesco, specialista della sciabola.

## Biografia
Ha conquistato una medaglia di bronzo nei campionati europei di scherma di Legnano del 2012 e di Strasburgo del 2014 nella gara di sciabola a squadre. Vince la medaglia d'oro a squadre nei campionati mondiali di scherma di Kazan' del 2014.

## Palmarès
- Mondiali

Kazan' 2014: oro nella sciabola a squadre.
Mosca 2015: bronzo nella sciabola a squadre.
- Europei

Legnano 2012: bronzo nella sciabola a squadre.
Strasburgo 2014: bronzo nella sciabola a squadre.
Montreux 2015: oro nella sciabola a squadre.
Novi Sad 2018: bronzo nella sciabola a squadre.
Düsseldorf 2019: oro nella sciabola a squadre.